# عجينة الشو
عجينة الشو (بالفرنسية: pâte à choux)‏ 
نطق فرنسي: [pɑt a ʃu]
أو بات أشو (بالإنجليزية: Choux pastry)‏ هي عجينة حلويات خفيفة تستخدم لإعداد الكريم بافز، والكروكمبوش، والاصبعية، والدونات الفرنسية، والبينيه، وكعكة القديس أونوريه، والكونيل، والنوكي الباريسية، والزلابية، والشوكيت، والكراكلان، والتشورو. تتكون العجينة فقط من الزبدة، والماء، والطحين، والبيض. وبدلاً من عامل النفاشية، يتم استعمال محتوى الرطوبة العالي في العجينة لعمل بخار خلال الطهي الأمر الذي يؤدي إلى نفخ العجينة. وتستخدم العجينة في العديد من المأكولات الأوربية والمأكولات ذات الأصل الأوربي.

## التاريخ
وفقاً لبعض كتب الطبخ، فإن طاهٍ باسم بانتاريللي "Pantarelli" أو بانتانيلي "Pantanelli" اخترع العجينة في عام 1540.

## المكونات الأساسية
مكونات عجينة الشو هي الزبدة، والماء، والطحين، والبيض. مثل مكونات بودينج يوركشايرأو البان كيك الألماني، بإستثناء عامل النفاشية، حيث يتم توظيف محتوى الرطوبة العالي لتكوين بخار خلال الطبخ يؤدي إلى نفخ العجين. يتم تحقيق محتوى الرطوبة العالي عن طريق غلي الماء مع الزبدة، ثم إضافة الطحين. يطبخ الخليط لدقائق قليلة أخرى، ثم يُبَرد قبل إضافة البيض الكافي للحصول على القوام المطلوب للعجين. تؤدي خطوة الغليان إلىجلتنة النشا الموجود في الطحين، مما يسمح بإدخال المزيد من المياه إلى العجينة.

## الأطعمة المصنوعة باستخدام عجينة الشو
تستخدم هذه العجينة لإعداد البروفيتروال، والكروكمبوش، والإصبعية، وحلوى الراهبة (religieuses)، والدونات الفرنسية الكيرلي، وكعكة القديس اورونيه، والكونيل، والنوكي الباريسية، والزلابية (dumplings).
عادة يتم خَبْزعجينة الشو لكن لإعداد البيني (beignets) فإنه يتم قليها. في إسبانيا وأمريكا اللاتينية، يتم تصنيع التشوروز (churros) من عجينة الشو المقلية، حيث يتم تغطيتها بالسكر أوغمسهافي صلصلة شوكولاتة ساخنة للفطور. في المطبخ النمساوي، يتم استخدام عجينة الشو لإعداد واحدة من أنواع الـ«ماريل إن نودل» (Marillenknödel)، والتي هي زلابية مشمش حلوة يتم طبخها في مياه مغلية ببطئ، لكن في هذه الحالة لا تنتفخ العجينة لكنها تبقى كثيفة نسبياً. تُحَشى عجينة الشو أحياناً بالقشطة بعد خبزها لعمل الـ«كريم بافز» (cream puffs) أو الأصبعية (éclairs).

الشوكيت (Chouquettes) وهي تسمية مصغرة للـ«شو» (choux)، عبارة عن حلويات صغيرة مستديرة ومجوفة مصنوعة من عجينة الشو ومغطاة بقطع سكر كبيرة نسبياً. أما حلوى الكراكلان فيوضع على سطحها قرص من عجينة مكونة من الزبد والطحين والسكر تصبح بعد خبزها مقرمشة، ويتم حشوها غالبأً بالكاسترد، مشابهة كثيراً للإصبعية.

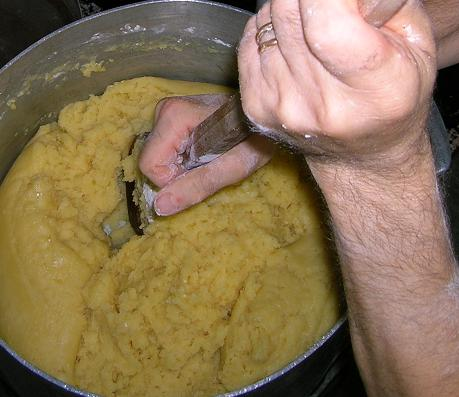
خلط عجينة الشو لعمل البينيه
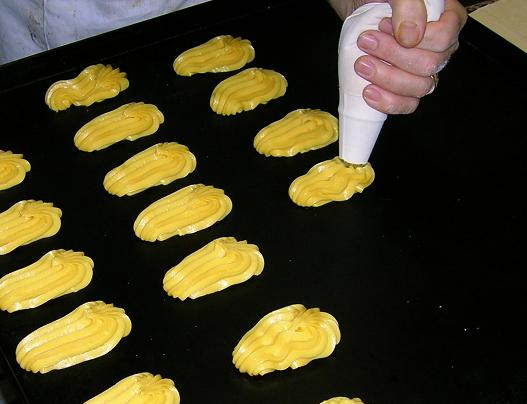
ضخ عجينة الشو لعمل البينيه بإستخدام كيس الحلواني.
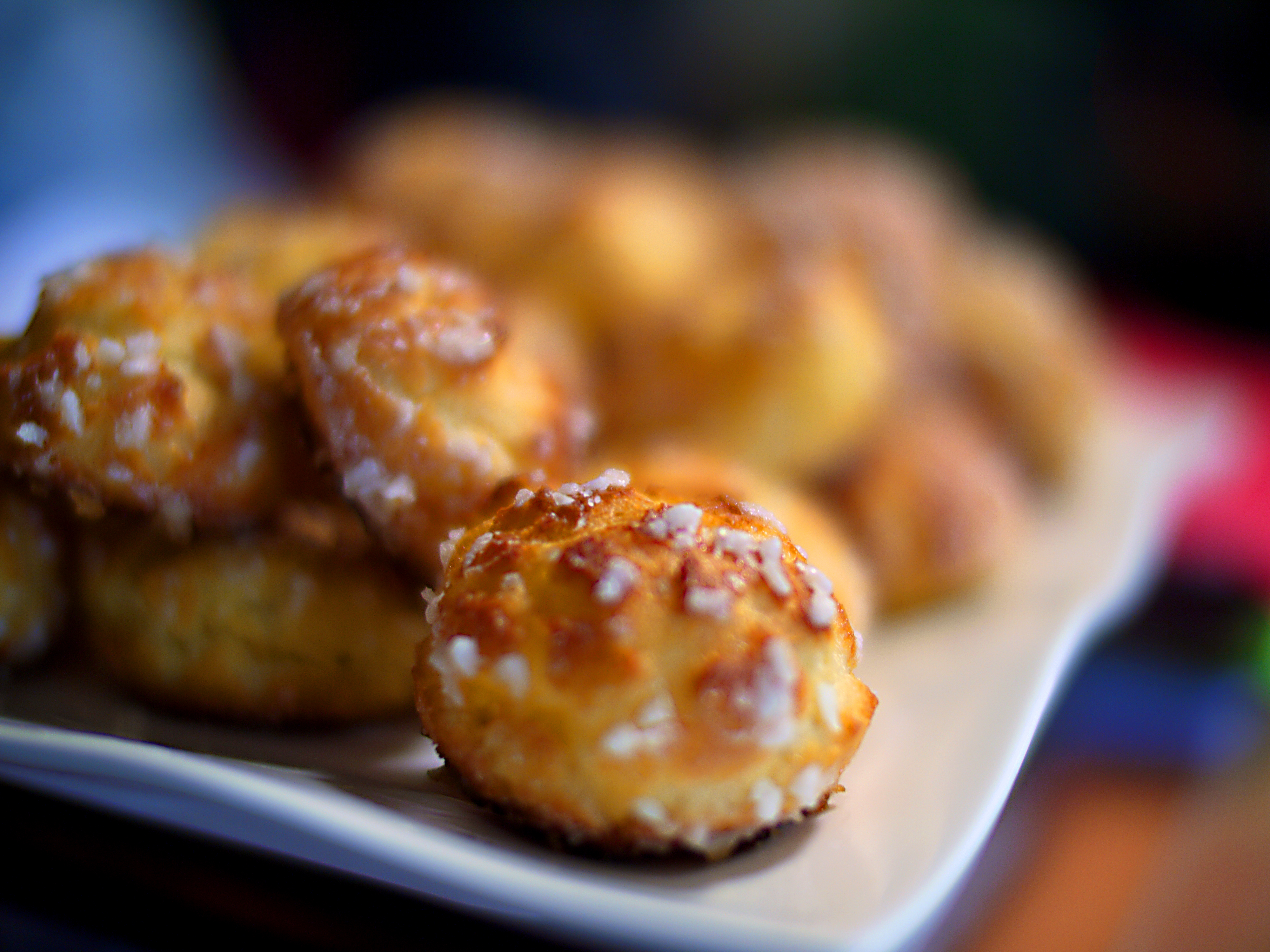
حلوى الشوكيت مغطاة بقطع كبيرة نسبيا من السكر.
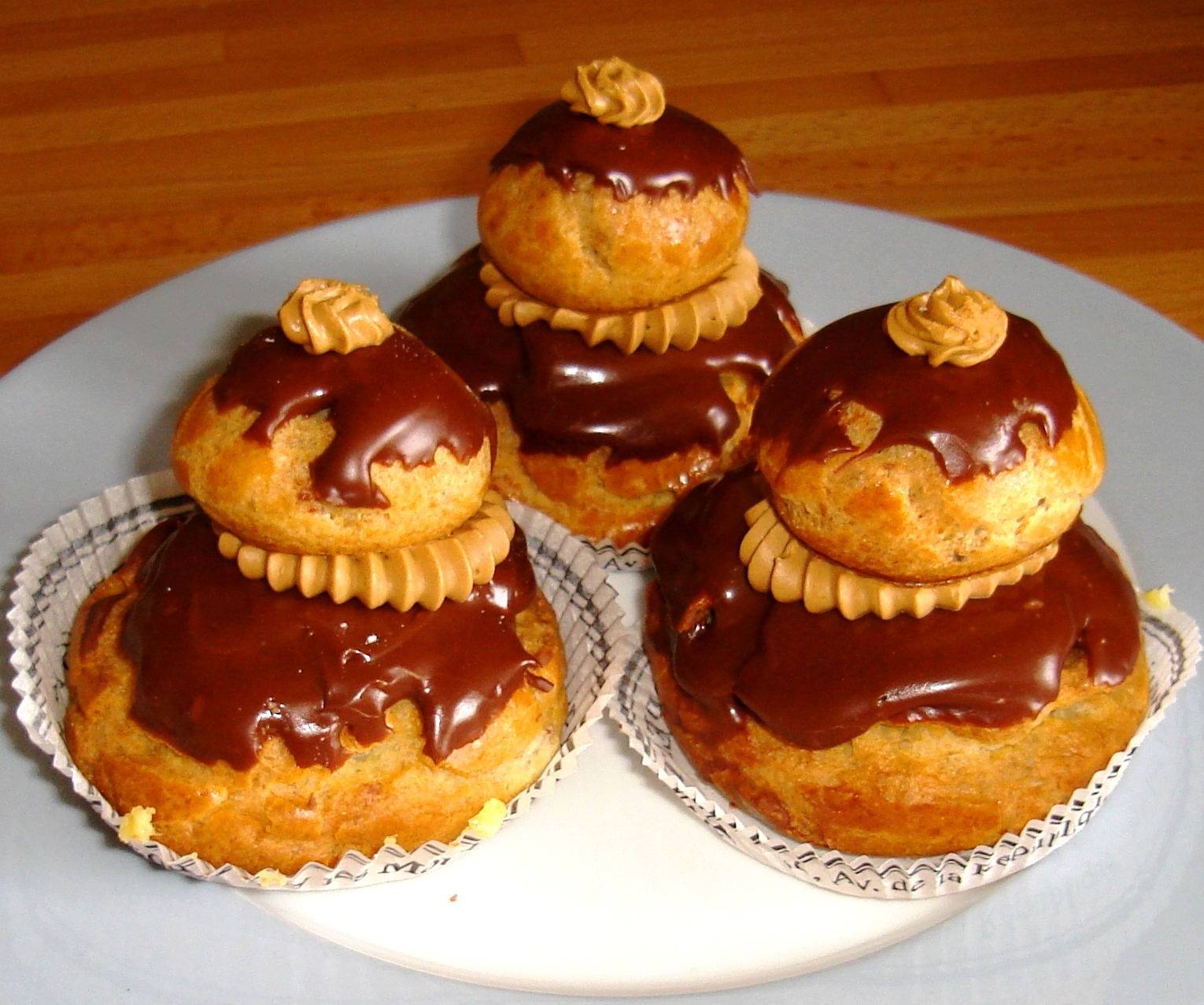
حلوى الراهبات "Religieuses"
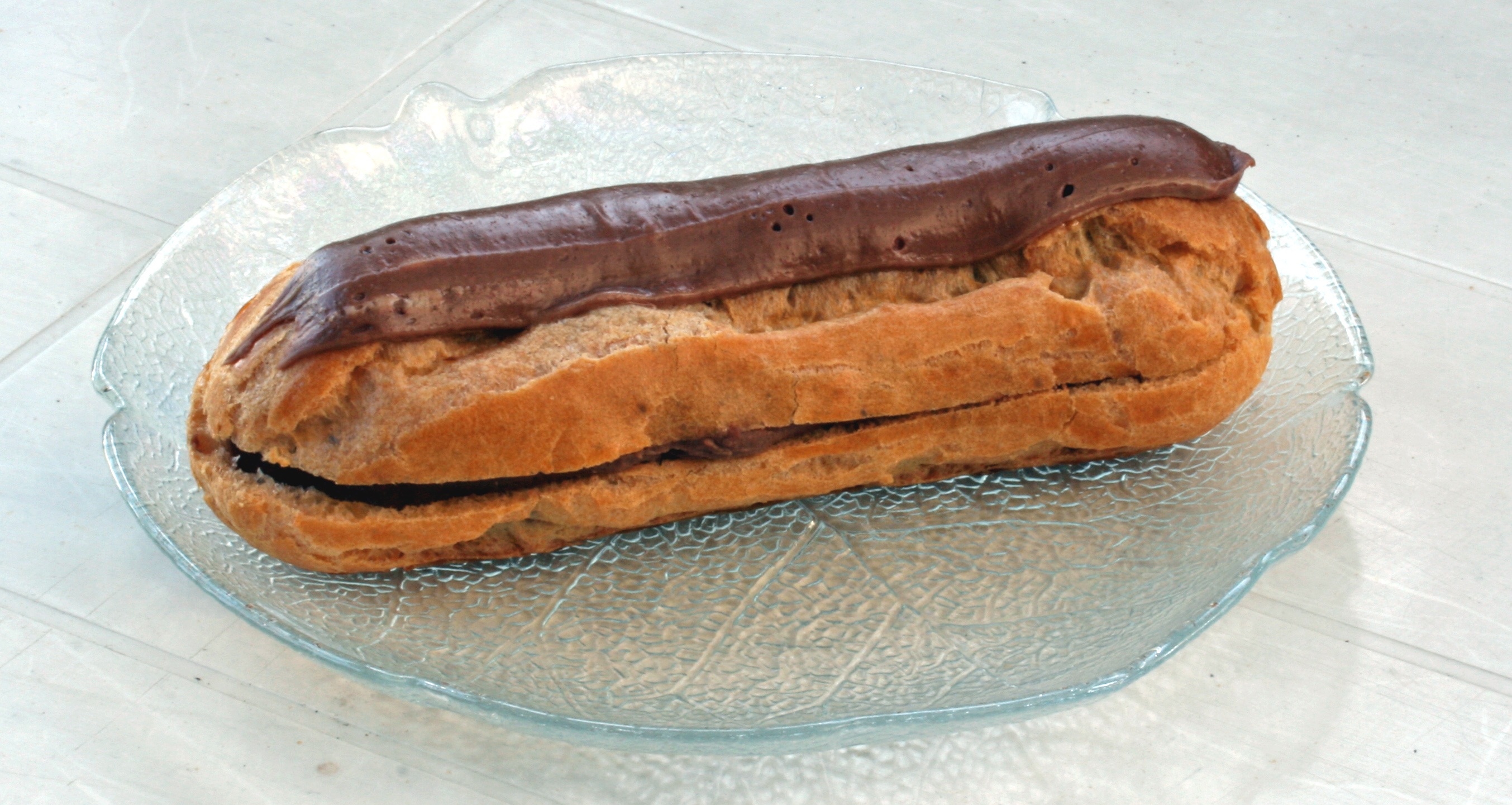
الأصبعية أو الإكلير "éclairs" من أشهر الحلويات التي يتم إعدادها بإستخدام عجينة الشو.
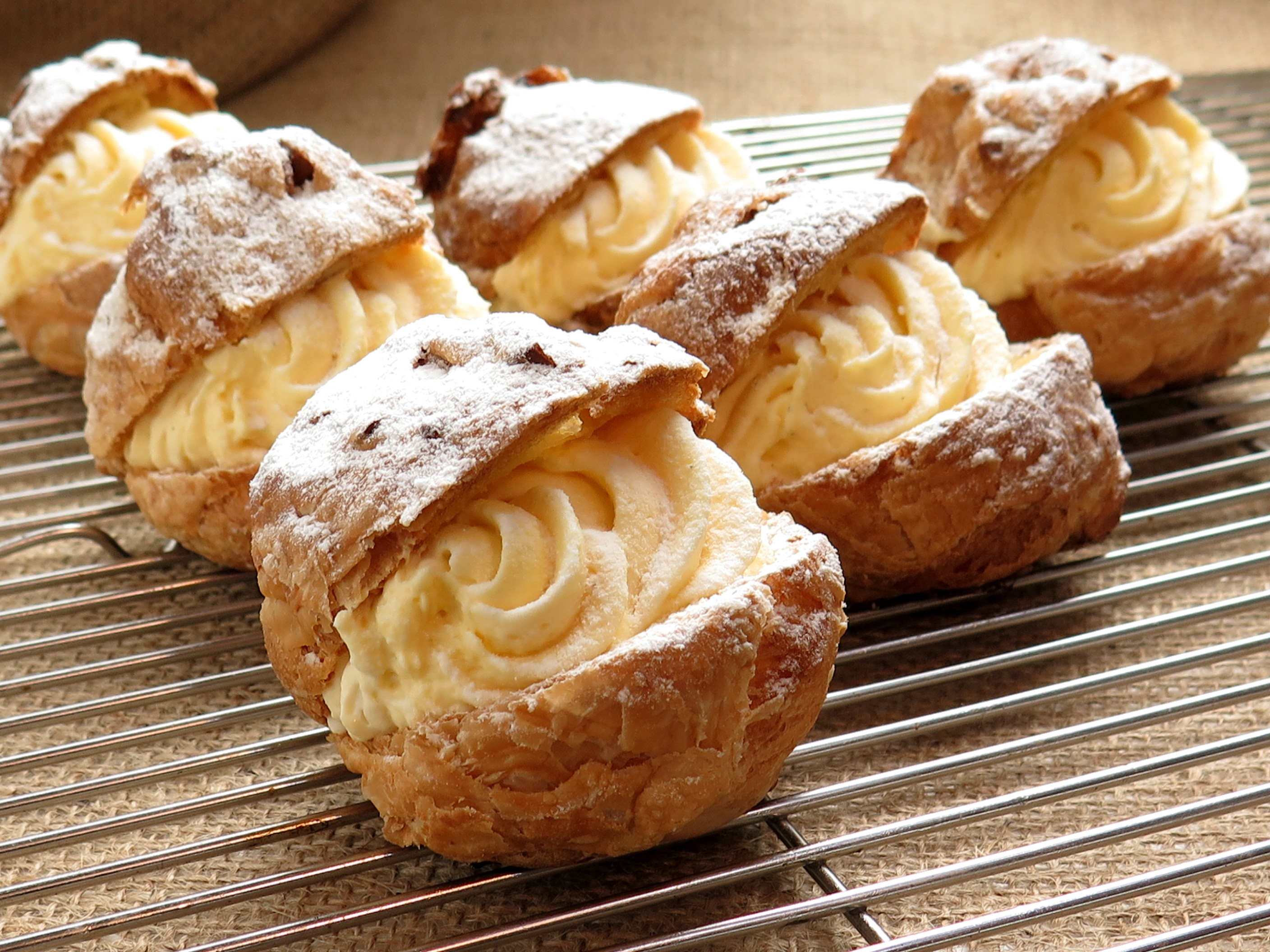
حلوى كريم بافز محشوة بالكريمة
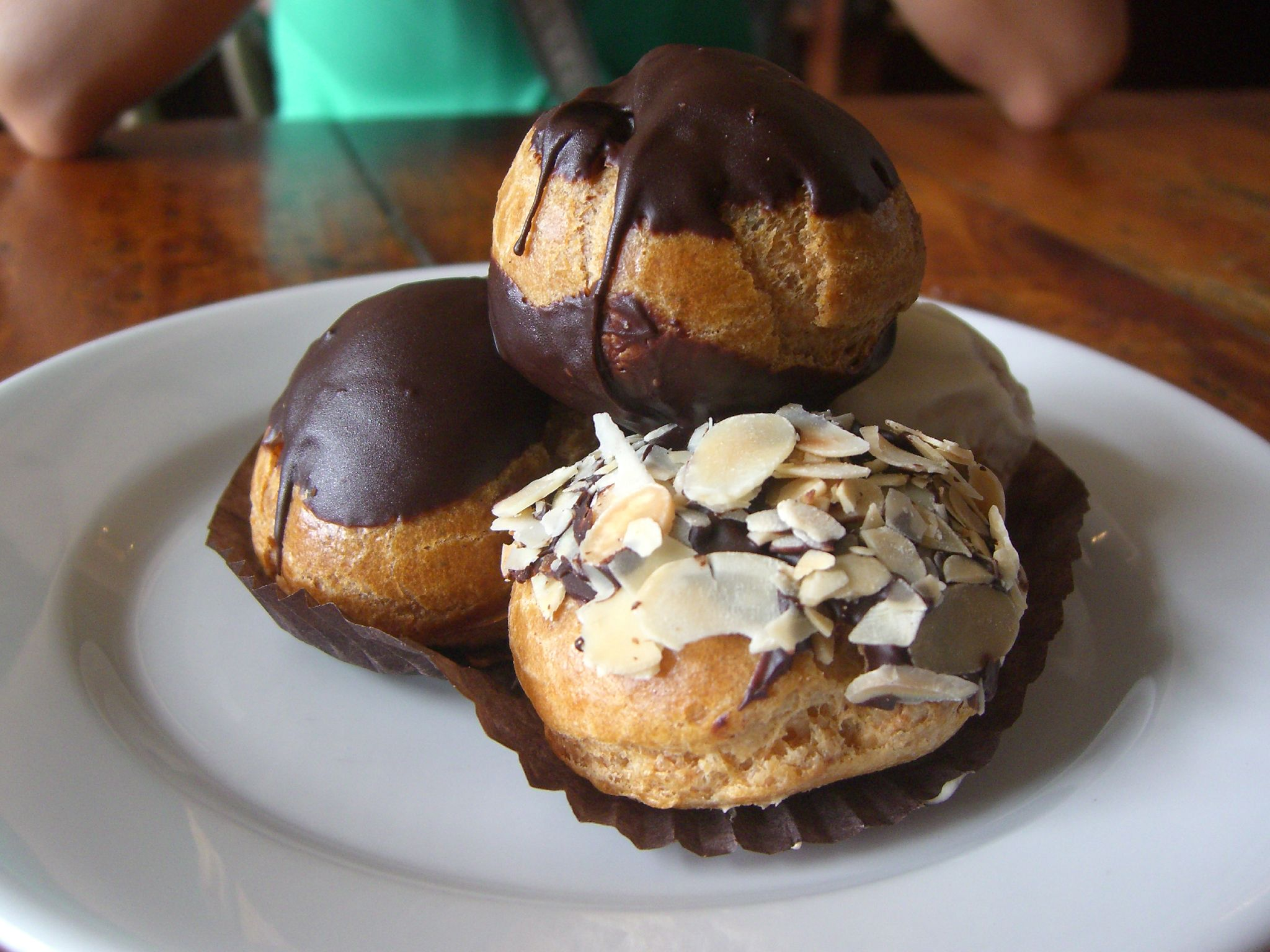
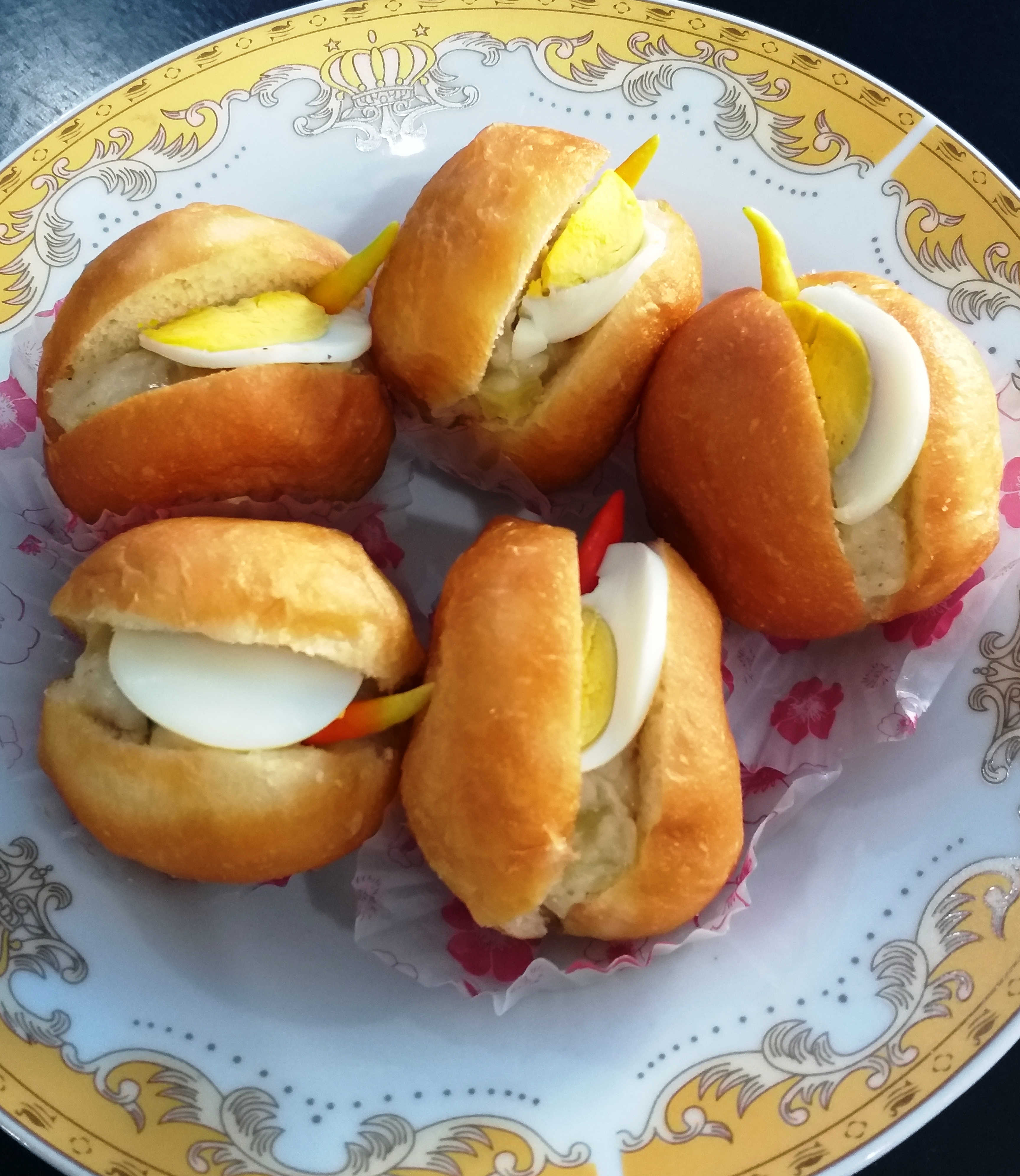
محشوة بالبيض المسلوق وحشوة فلا (Vla) [الإنجليزية]
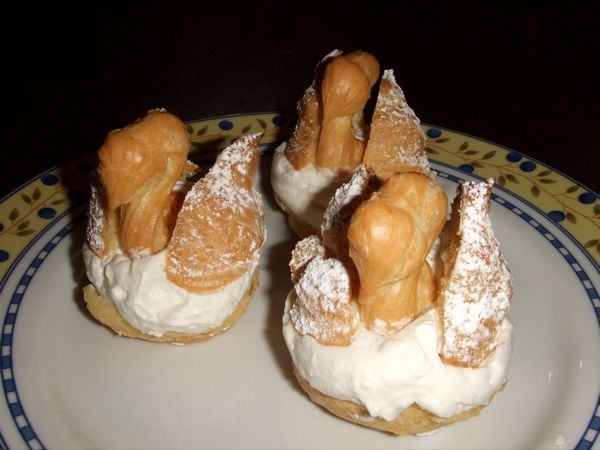
عجينة الشو البجع